# Tyler1
Tyler Steinkamp, né le 7 mars 1995, mieux connu sous son alias en ligne tyler1 ou T1 en abrégé, est une personnalité Internet américaine et streamer sur Twitch. 
Il est l'une des personnalités en ligne de League of Legends les plus populaires avec plus de 4,6 millions de followers sur Twitch. Steinkamp est interdit de jouer à League of Legends d'avril 2016 à janvier 2018 pour comportement perturbateur envers les autres joueurs, ce qui lui a valu le surnom de « joueur le plus toxique d'Amérique du Nord ». Son premier stream League of Legends après sa réintégration culmine à plus de 386 000 téléspectateurs sur Twitch, un chiffre qui est noté comme le plus grand nombre de téléspectateurs simultanés hors tournoi du site à l'époque. En octobre 2020, il est engagé par l'équipe sud-coréenne d'esports T1 en tant que créateur de contenu.

## Biographie
Tyler Steinkamp est né le 7 mars 1995, dans le Missouri. Il est d'origine afro-américaine partielle. Il rejoint l'école Mark Twain High School dans le Missouri et y passe toutes ses années de collège-lycée. Il y développe un intérêt pour le culturisme et bat une série de records de l'école dans sa catégorie de poids, et détient encore six records de l'école en 2021, huit ans après l'obtention de son diplôme. Il étudie ensuite l'informatique à la Central Methodist University avant de se retirer pour se concentrer sur sa carrière de streaming. À l'Université méthodiste centrale, il joue alors en tant que porteur de ballon pour l'équipe de football de l'université.

### Popularité initiale et interdiction
Tyler Steinkamp est 14e parmi les streameurs nord-américain de League of Legends en 2014, mais son stream est modestement suivi jusqu'en 2016. Steinkamp s'est à l'origine fait connaître dans la communauté de League of Legends pour son comportement toxique sur son stream, qui comprenait, attaquer personnellement les autres, inciter les joueurs à se suicider et faire perdre volontairement les parties au détriment de ses coéquipiers. Ce comportement a finalement conduit à des bannissements définitifs sur 22 comptes de ses comptes au cours de plusieurs années. 
Le stream de Steinkamp a rapidement gagné en popularité en avril 2016, lorsqu'il annonce publiquement qu'il s'était changé (« Reformed »). Sa chaîne Twitch passe alors d'environ 5 700 abonnés abonnés avant l'annonce à plus de 92 000 abonnés à la fin du mois. Son changement de comportement a connu des épisodes plus ou moins toxiques, et l'audience de son contenu augmente, ce qui incite plusieurs joueurs de haut niveau et des professionnels à condamner son comportement. Les opposants au comportement de Tyler suggèrent alors que sa popularité croissante entraînerait un niveau plus élevé de toxicité chez les joueurs et critiquent le développeur Riot Games de ne pas condamner plus fermement de tels comportements. 
Le 30 avril 2016, Riot Socrates, employé de Riot Games, annonce qu'en raison « d'un historique bien documenté d'interdictions de compte pour insultes verbales » et de harcèlement de joueurs, Tyler1 ne serait plus autorisé à posséder un compte League of Legends,. Sous une pratique de Riot Games connue sous le nom de Banning ID, les comptes que Steinkamp jouait publiquement sur le stream seraient immédiatement interdits, même si les règles n'avaient pas encore été enfreintes sur le compte. À ce jour, ce type d'interdiction ne s'est produit que quelques fois dans l'histoire de League of Legends. 
Après avoir été banni, Tyler Steinkamp est contraint de ne plus jouer à League of Legends, continuant à élargir son audience alors que son stream devenait de plus en plus excentrique et diversifié en termes de contenu. Son stream a attiré l'attention des médias lorsqu'il a interprété une parodie d'action de 45 minutes de sa vie devant un écran vert pour la journée du poisson d'avril en 2018 intitulée Un jour dans la vie de Tyler1. Il a également continué à diffuser d'autres jeux comme Battlegrounds de PlayerUnknown. 
En octobre 2017, Aaron Sanjuro Rutledge, alors employé de Riot Games, fait des remarques insultantes à propos de Steinkamp sur le serveur Discord officiel de r / LeagueOfLegends Subreddit, affirmant qu'il ressemblait à un « homoncule » et qu'il finirait par mourir « d'une overdose de coca ou d'un cancer des testicules de tous les stéroïdes ». La société a réagi en affirmant que « ce qui a été dit n'est PAS correct et nous le prenons très au sérieux », s'excusant auprès de Tyler et de la communauté de League of Legends. Tyler Steinkamp a répondu à l'incident en disant : « C'est vraiment nul que certaines personnes aient encore de la rancune... et refusent d'admettre que j'ai changé ». Quelques jours plus tard, le journaliste d'investigation esports Richard Lewis rapporte que Rutledge vient d'être licencié de Riot Games.

### Retour
Fin 2017, Tyler Steinkamp a annoncé en direct avoir reçu un email de Riot Games indiquant que son interdiction serait levée à la fin de l'année si les comptes auxquels il avait joué le mois dernier étaient propres de comportement abusif. En janvier 2018, Steinkamp a annoncé qu'il n'était plus banni, ce qui est confirmé plus tard avec Riot Games par Kotaku. Le premier flux de Tyler après son interdiction en janvier 2018 a culminé à plus de 382 000 téléspectateurs, battant le record du plus grand nombre de téléspectateurs simultanés pour un streamer individuel sur Twitch établi par Faker en 2017. Ce record est battu un mois plus tard par le premier stream du Dr DisRespect après son retour d'une pause de 2 mois, bien qu'en raison de rapports médiatiques contradictoires et de problèmes techniques avec Twitch, les sources ne s'accordent pas à dire si le record a réellement été battu. 
Au cours d'une diatribe de colère à propos des récents changements apportés au jeu, Steinkamp a admis qu'il était accro à League of Legends, ce qui a incité d'autres membres de la communauté à partager leurs histoires de dépendance et à partager les conseils des employés de Riot Games. En octobre 2020, l'équipe d'esports sud-coréenne T1 a désigné Steinkamp comme créateur de contenu. 

### Série de championnat Tyler1
En novembre 2017, Steinkamp a organisé un tournoi en ligne de League of Legends appelé Tyler1 Championship Series (TCS). Une parodie de la League of Legends Championship Series (LCS), Steinkamp a diffusé devant un écran vert des images de stades LCS et un bureau de commentateurs. Le tournoi a culminé à plus de 200 000 téléspectateurs simultanés sur Twitch et est vu par des joueurs professionnels et des acteurs influents de la scène LCS. L'équipe gagnante a reçu 10 000 $, financés directement par Steinkamp et sans aucun commanditaire. 
En novembre 2018, la série de championnats Tyler1 a fait son retour, cette fois avec un prize pool accru de 50 000 $, financé à nouveau par Steinkamp directement. Rift Herald a particulièrement salué son amélioration de la qualité par rapport au tournoi précédent, déclarant que « Ce qui a commencé comme un même... s'est transformé en quelque chose qui ressemble à un véritable tournoi tiers en ligne. Il y a des graphismes impressionnants, des rediffusions élégantes et transparentes et un défilé de talents de la communauté qui ont été amenés pour aider à organiser et à diffuser l'événement ».